# Phaeoptyx conklini
Phaeoptyx conklini és una espècie de peix pertanyent a la família dels apogònids.

## Descripció
- Pot arribar a fer 9 cm de llargària màxima.
- Té una taca allargada, vertical i negrosa a la base de l'aleta caudal.[6][7][8]

## Reproducció
És ovípar amb una bossa bucal per poder covar els ous.

## Depredadors
Als Estats Units és depredat pel nodi comú (Anous stolidus) i el xatrac fosc (Sterna fuscata).

## Hàbitat
És un peix marí, associat als esculls de corall de l'espècie Acropora palmata i de clima tropical que viu entre 0-22 m de fondària.

## Distribució geogràfica
Es troba a l'Atlàntic occidental central: des del sud de Florida (els Estats Units) i les Bahames fins al nord de Sud-amèrica.

## Observacions
És inofensiu per als humans.